# Bola del Mundo
La Bola del Mundo o alto de las Guarramillas es una montaña de la sierra de Guadarrama, en el sistema Central de la península ibérica. Se ubica en la Comunidad de Madrid, cerca del límite con la provincia de Segovia, en España. Tiene una altitud de 2257 m con una prominencia de 103 m, y es la cumbre más occidental del cordal montañoso de Cuerda Larga. Muy cerca de la cumbre, en la cara este, está el Ventisquero de la Condesa, una zona con emanaciones de agua que constituye el nacimiento del río Manzanares, y donde se acumulan grandes espesores de nieve en invierno.

## Etimología
La procedencia del nombre es reciente, ya que apareció con la instalación de las antenas repetidoras de la señal de televisión y radio en 1959. En el momento de la instalación de estas antenas repetidoras solo existía un canal de televisión en España (TVE 1), cuyas emisiones comenzaban con una carta de ajuste de imagen para el televisor. Esta consistía en una imagen circular del globo terráqueo y sobre él, en el centro de España, aparecían unas antenas con forma de cohete que emitían ondas semicirculares, lo que motivó que se diese este nombre al lugar del que procedía la señal de televisión, cuyo topónimo es alto de Guarramillas. Este alto forma parte de las Guarramas, un conjunto de elementos de relieve situados en el entorno de esta montaña. «Guarramas» es un topónimo que proviene de la palabra medieval «Guadarramiellas», que a su vez viene de «Guadarrama», el nombre de la sierra donde está la montaña. Las antenas están situadas en el término municipal de Manzanares el Real.

## Ubicación

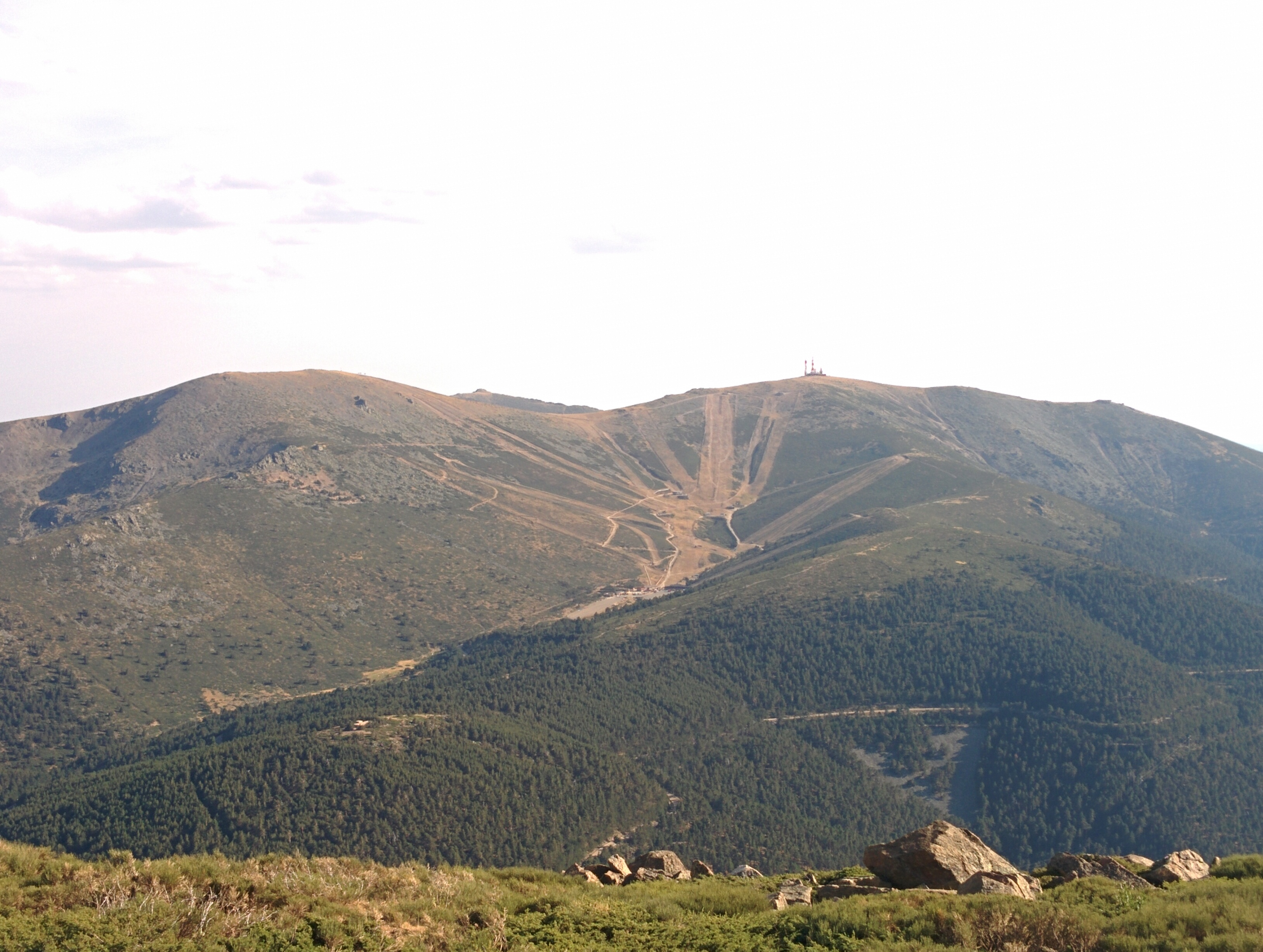
La Bola del Mundo (derecha) desde el macizo de Peñalara.

La Bola del Mundo es la montaña más occidental del cordal montañoso de Cuerda Larga y se encuentra en la zona central de la sierra de Guadarrama, teniendo en su vertiente sur el pico de La Maliciosa (2227 m) y el valle de la Barranca, al oeste el puerto de Navacerrada (1858 m) y al este el resto de Cuerda Larga. Al norte de la cima sale un pequeño ramal montañoso, llamado Loma del Noruego, que separa los valles de Valsaín, al oeste, y del Lozoya, al este. En las inmediaciones de la cumbre, en la vertiente noreste, está la estación de esquí de Valdesquí. De la misma manera, la estación del puerto de Navacerrada se asienta en sus laderas del oeste. Cerca de su cima, a unos 2000 metros de altitud y en su vertiente sureste, está el Ventisquero de la Condesa, una lugar donde hay varios brotes de agua que constituyen el nacimiento del río Manzanares.
Fue Cayetano Enríquez de Salamanca en su libro (descatalogado) Por la Sierra de Guadarrama (pág. 107), persona cuidadosa con la toponimia serrana, donde describió la situación de las cuatro Guarramillas: "... las Guarramillas, conjunto de cuatro cumbres respecto de las cuales hay de antiguo un evidente confusionismo toponímico, pues a alguna de ellas se las designa como Guarramas, siendo así que este nombre es inexistente (ya en el siglo XIV Alfonso XI las denomina "Guadarramiellas")..."

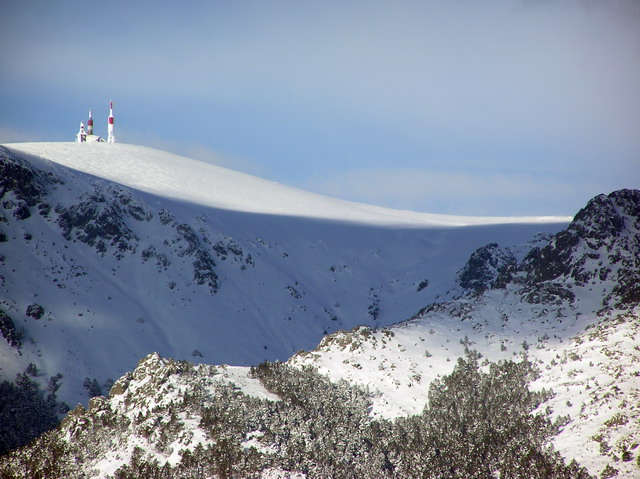
Vista nevada de la montaña.

El mismo autor las situó de O a E, coincidiendo la 1.ª Guarramilla con la cota 2181 m, es la más rocosa y se emplaza en ella una escultura de la Virgen de las Nieves, y la estación/bar superior del telesilla del Puerto de Navacerrada; su punto más elevado se encuentra anexo y a espaldas del bar, accediendo por una escalera de roca con cable de protección. La 2.ª Guarramilla la ubicó en la cota 2210 m y al O de la 1.ª, a la izquierda de la pista de hormigón (según vamos hacia las antenas de TV) y rematada con una cruz metálica, aunque su punto más elevado es un pequeño promontorio de roca unos metros más al E. La 3.ª Guarramilla es la más alta, se encuentra al ESE de la 2.ª y en su planicie cimera se sitúan las antenas de TV; tiene vértice geodésico del IGN a 2262m según Cayetano E. de S. (al S de las instalaciones de televisión). Por último la 4.ª Guarramilla es un pequeño resalte visto desde el N, y una planicie acercándonos desde la 3.ª, y al NNE de esta; a unos 300 m de esta última, Cayetano dijo estar en la cota 2246 m. En la meseta cimera un viejo pluviómetro ha sido "reciclado" como panel informativo de las cumbres que rodean la zona. Al N y a los pies de esta elevación se observa el cono donde se instala la estación de esquí alpino de Valdesquí. Con el avance y mejora de los equipos de medida actuales, las cotas que citó Cayetano E. de Salamanca son las correspondientes a 2179 m, 2227 m, 2258 m, y 2248 m de la 1.ª, 2.ª, 3.ª y 4.ª Guarramillas según los mapas del IGN en sus últimas ediciones.
La ruta parte del puerto de Navacerrada, sube al Alto de las Guarramillas, inicia el descenso en el nacimiento del río Manzanares y, tras un largo descenso, se llega a Manzanares el Real bordeando La Pedriza.

## Ascensión

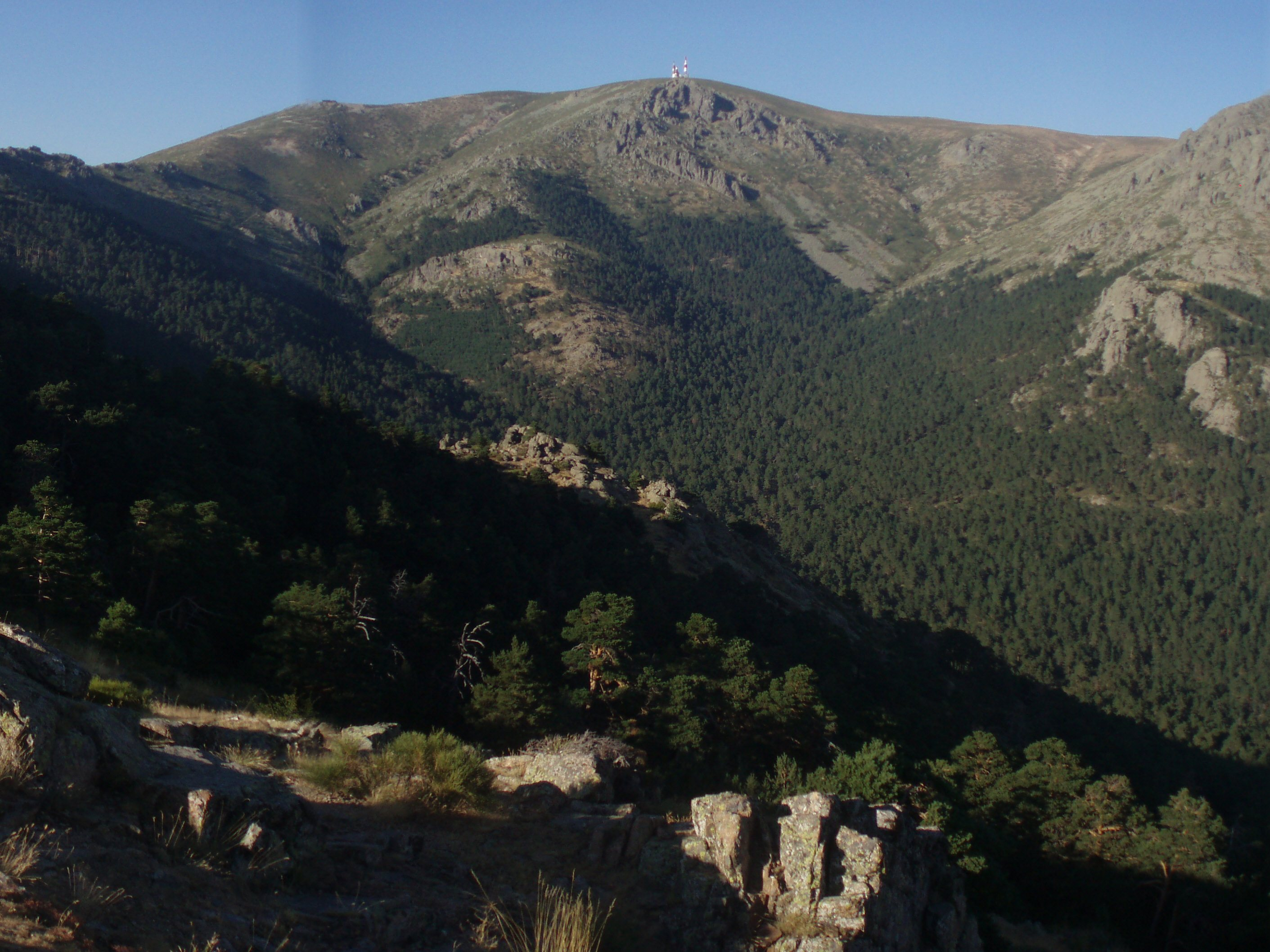
Cara suroeste de la Bola del Mundo vista desde el mirador de Las Canchas.

El acceso más rápido a la cima, se realiza por una pista forestal de hormigón duro, que sale del Puerto de Navacerrada (1880 m) y que asciende por la ladera oeste de esta montaña, hasta alcanzar la cima tras 40 minutos aproximadamente de marcha. A medio camino y a 2170 metros de altitud está Dos Castillas, un lugar donde hay un bar-restaurante y es la cabecera de un telesilla que sale del Puerto de Navacerrada. Permanece abierto en invierno y los fines de semana durante los meses que no es temporada de esquí, incluida la época estival. 

## Antenas

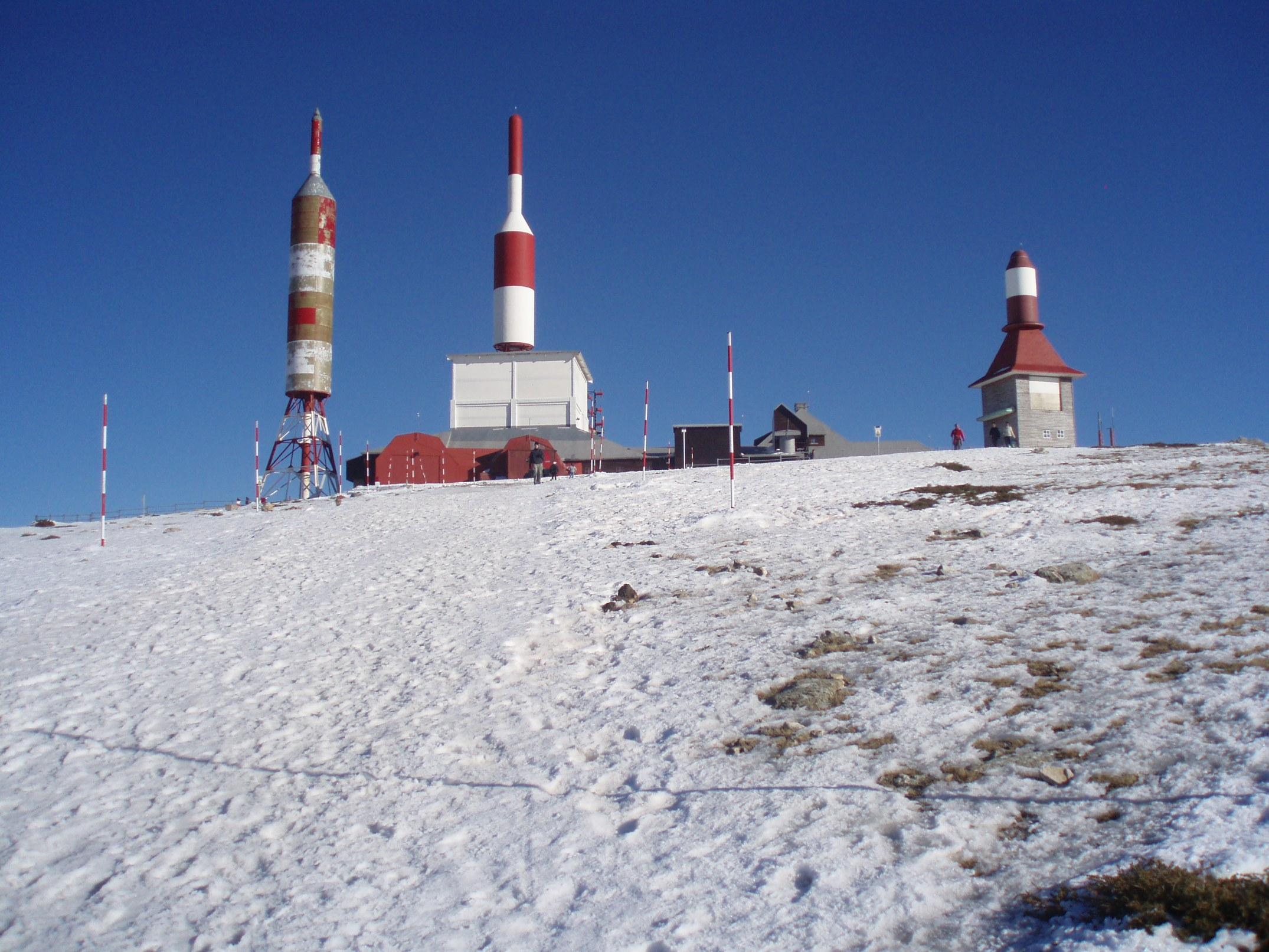
Antenas de la Bola del Mundo.

En su cima hay unas antenas, cuya función era la emisión de la señal de radio y televisión y su envío hacia las dos mesetas. En 2010, el Gobierno de España decidió cerrar el potente repetidor de televisión de Navacerrada debido al apagón analógico y dejándolo exclusivamente para la emisión  de radio en FM de RNE 1 Madrid (104,9 MHz) RNE-CLAS (98,8 MHz), RNE Radio 3 (95,8 MHz) y Onda Madrid (106,0 MHz) 
Estas tres grandes antenas están cubiertas por un radomo calentado en forma de cohete para protegerlas del hielo, son visibles desde varios kilómetros a la redonda y constituyen la mayor peculiaridad de esta montaña, la cual es de muy fácil acceso desde el puerto de Navacerrada.  

## Ciclismo
En la Vuelta a España 2010, la Bola del Mundo fue final de etapa por vez primera en la historia de la carrera. Concretamente, la 20.ª etapa, que se disputó el sábado 18 de septiembre de 2010, partió desde San Martín de Valdeiglesias y llegó tras casi 169 km con cuatro dificultades puntuables, una de tercera categoría, dos de primera y la cima en la Bola del Mundo de categoría especial, a 2250 m. El vencedor de esta etapa y por tanto el primer vencedor en la cima de la Bola del Mundo fue Ezequiel Mosquera, ciclista gallego del equipo Xacobeo Galicia, pero después la UCI anuló su victoria por un supuesto caso de dopaje, aunque meses después la Audiencia Nacional anuló la sanción, la victoria sigue invalidada por la UCI; entrando en meta seguido a 1 segundo por el vencedor de la Vuelta 2010, el italiano Vincenzo Nibali. La subida tiene una pendiente media del 6,1 % en los 22 km de ascensión, aunque algunas rampas llegan al 20 %, lo que la convierten en una de las subidas más duras del calendario ciclista nacional e internacional.
La Bola del Mundo se subió de nuevo en la penúltima etapa de la edición 2012 de la Vuelta donde el ganador fue el ruso Denis Menchov y Alberto Contador se confirmó como virtual ganador.